# حنا نمر
حنا بن ديب نمر (1900 - 1964م) شاعر لبناني عاش في لبنان، وسوريا ولد في قرية شيخان (جبيل - شمالي بيروت)، وتوفي فيها.

## نشأته وتعليمه
تلقى معارفه الأولى في مدرسة القرية، ثم تابع تعليمه في المدرسة الأمريكية بمدينة طرابلس منهيًا دراسته الثانوية.عمل مدرسًا منذ عام 1920 في مدارس دير النورية والبربارة وحامات، وغيرها من مدارس البلدات، ومدرسًا للأدب العربي والفلسفة في عدد من المعاهد اللبنانية والسورية، منها معهد الأخوة المريميين في بلدة جونيه، وكلية الثلاثة أقمار، وكلية حمص الوطنية الإنجيلية، ثم عمل في الصحافة فرأس جريدة حمص (1930 - 1933)، فضلاً عن عمله في عدد من الجرائد والمجلات، منها الإنشاء، ومجلة المجمع العلمي العربي في دمشق والطريق والأخبار، وغير ذلك من الجرائد والمجلات.
يعد واحدًا من أبرز مؤسسي الرابطة الثقافية في مدينة جبيل.

## الإنتاج الشعري
- له من الدواوين: «ملحمة الخلق» - دار صيدون - بيروت 1985،

- و«ملحمة الحرب العالمية الثانية»، وديوان (مخطوط).

اتخذ شعره منحى فلسفيًا تأمليًا في قصة خلق الإنسان، وحكمة الله تعالى في ذلك مذكرًا بخلق آدم، وما تعرض له من غواية في الجنة، وكذلك خلق الملائكة
والطير والشجر والبشر، وكاشفًا عن أن ذلك كله جاء تحقيقًا لمشيئة الله تعالى التي اقتضت إعمار هذا الكون، وقد استند في ذلك على ما جاء في القرآن الكريم والكتاب
المقدس بخصوص قصة الخلق، وله شعر في الاعتداد بالشعر وتقريظه. اتسمت لغته باليسر مع ميلها إلى مجاراة الفكرة. خياله نشيط.
من «ملحمة الخلق» يقول فيها:
هذي القصيدةُ أقدمُ الشعر     ِنُظِمتْ قلائدُها مع الفجرِ
وبنتْ قوافيها الملائكُ وارتوت  أقلامُها بالكوثر السحري
غنَّت لها غيدُ البلابل سحرةً  وشدا على أوتارِها القُمْري
تَخِذَ الجمالَ الزهرُ من ألوانها  وبها سناءُ سوابحِ الزُّهر
أسطورةُ الخلق القديمِ حديثُها  وبها تُجدَّدُ آيةُ العمر
نُقشت على صدر الفتاةِ تزينُه  والثّغر تفتقُ كمَّه العذري
وغدت لكلِّ فتًى رفيقَةَ عمرهِ  ولكلِّ شيخٍ روعةَ الذكر
ما راق آدمَ غيرُ رجع نشيدِها  يصحو بِه من نشوة الخمر
أو راقَ حوَّاءَ المليحةَ غيرُها  حتى ارتوت من شهدِها المغري
ومضت دهورٌ والمعارف ترتقي  وتسيرُ من نصرٍ إلى نصر
وتنوَّعت آيُ القريضِ ولم تزلْ  هذي القصيدةُ أجملَ الشعر
قبلَ الوجودِ تفتَّقت أكمامها  ووجوبُه في آيِها الغرِّ

## الأعمال الأخرى
- له عدد من المؤلفات منها: «أساطير أغريقية» - منشورات دار الخواطر - 1980،
- و«بشار بن برد» - منشورات المؤسسة الجامعية للدراسات والنشر - 1986،
- و«مختصر تاريخ سورية ولبنان»،
- و«دراسات في الأدب والفن»،
- و«الأدباء العشرة»،
- و«الوجيز في الأدب العربي»،
- و«النابغة الذبياني».[2]